# Никита Пафлагон
Ники́та Дави́д Пафлаго́н (греч. Νικήτας Δαβὶδ Παφλαγών; кон. IX — сер. X) — византийский философ конца IX — нач. X века, ученик Арефы Кесарийского.

## Биография
Преподавал в Константинополе. Затем, раздав своё имущество, удалился в пещеру на берегу Чёрного моря. Распространял еретическое учение, утверждая, что он — Христос. Выступал с нападками на императора Византии Льва VI и патриарха Евфимия I. Был предан суду в 907 или 908 году, но прощён и отправлен в Псамафийский монастырь. Возможно, является тем Никифором Давидом Пафлагоном, кто написал «Житие патриарха Игнатия», резкий памфлет против Фотия.